# Хорена
Хоре́на — селище в Еритреї, адміністративно належить до району Ареета регіону Дебубаві-Кей-Бахрі.

## Географія
Селище розташоване на піщаному березі Червоного моря, на західному березі бухти Анфіла, навпроти острова Алауллі. Між селищем та берегом розкинулись мангрові ліси.
Селище розкидане по берегу моря завдовжки до 320 м, при цьому вулиць не має. Утворене з двох мікрорайонів.
| Прапор Еритреї | Це незавершена стаття про Еритрею. Ви можете допомогти проєкту, виправивши або дописавши її. |